# 菅伸子
菅伸子（日语：／ Kan Nobuko */?，1945年10月3日—）是一名日本散文家、主婦，原名姬井伸子（日语：／ Himei Nobuko */?），前總理菅直人的夫人。

## 簡介

### 出身
1945年，菅出生於日本岡山縣淺口郡金光町（現淺口市），其父是醫生，其母是政治家，姬井家是當地名門望族，其兄姫井成是第15代當主。她的母親姬井千惠子是金光町議會的議員，曾經擔任町議會議長。另外，她的外祖父菅實也是一名醫生，同時也出任過久米郡會議員。因此，家中總是離不開政治話題。

### 上京
後來，菅入讀金光學園，畢業後升讀至津田塾大學英文系。據與她有長達半世紀交情的摯友所說，當初她住在大學的宿舍，在3年級的時候搬至菅直人在三鷹市的家，兩人為表姐弟關係。在她搬進去不久，菅直人的父母便因工作關係搬至三重縣 ，結果伸子便與菅直人及其姊開始了同居生活。她從津田塾大學學藝學部英文系畢業後，與菅直人一同留在東京，並且入讀了早稻田大學文學部法文系，並且於1970年畢業。
1970年冬天，她與菅直人結為夫婦。然而，由於是表親婚姻的關係，遭到姬井家和菅家的親戚所反對。據記者奧野修司的說法，「我從伸子處聽來的是，伸子的母親上京與自己的兄弟也就是菅直人的父母面對面進行會談。然而，不久後日本陷入了是否應該採用核武器的大論爭之中，結婚的事情就暫且擱置。後來，雖然多次召開了家族會議，但是也沒什麼結論，最後大家都累到睡著了」。

### 政治活動

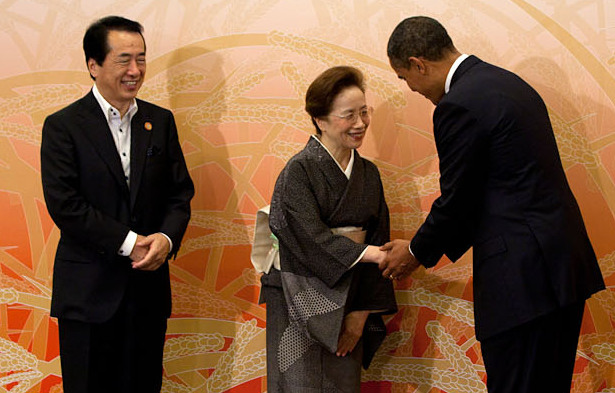
2010年11月13日，菅伸子在橫濱國際平和會議場與時任美國總統巴拉克·奧巴馬握手。

原本是專利代理人的菅直人在替參議院議員市川房枝助選時，伸子也有一同參與。菅直人競選國會議員的時候，她也有份助選，與政治團體生活者網絡亦建立了信賴關係。另外，她與鳩山幸召集了民主黨國會議員的夫人，成立了助選團，並且將（主妇对厨房的别称）和「勝手連」合二為一，將助選團取名為「噢！勝利女士」（Oh! 勝ってレディース），細川佳代子等人也有份參與。她本人也經常為民主黨候選人站台發表演說。菅直人就任日本內閣總理大臣後，她在第22屆日本參議院議員通常選舉等各項選舉活動中便替不少候選人站台。

### 執筆活動
菅在其丈夫就任內閣總理大臣後，於幻冬舍新書出版了名為《丈夫成為總理之後，到底日本有什麼改變》的書籍，該書發賣後一週銷出達6000本，比岩波書店替其丈夫出版的《大臣》還要多。

## 發言
第一夫人
菅認為「第一夫人」的意思是「首長的妻子」，因此將總統夫人稱為第一夫人並沒有問題，但是日本的話還有皇后陛下，將內閣総理大臣的妻子稱為第一夫人是蔑視了皇后陛下，因此叫「首相夫人」就好了。
是否適合出任內閣總理大臣
2010年7月，她在參議院島根縣選舉區的站台演說中稱，將時任民主黨代表的菅直人與時任自由民主黨總裁谷垣禎一相題比論，指出「我覺得自己的丈夫適合做政治家，至於是否適合擔任總理 ，我就不清楚了。不過，比起自民黨的谷垣要適合」。

## 家族
- 祖父：菅實（政治家、醫生）
- 母：姬井千惠子（政治家）
- 岳父、舅舅：菅壽雄（日语：菅寿雄）（企業家）
- 姨父：津下健哉（日语：津下健哉）（醫學家）
- 夫、表弟：菅直人（前內閣總理大臣、立憲民主黨最高顧問）
- 長子：菅源太郎（日语：菅源太郎）（政治活動家）

|          |          |          |          |          |          |  |  |                |                |                |                |                |                |  |  | 菅實   |        |        |        |          |        |  |  |            |            |            |            |            |            |  |  |
|          |          |          |          |          |          |  |  |                |                |                |                |                |                |  |  |        |        |        |        |          |        |  |  |            |            |            |            |            |            |  |  |
|          |          |          |          |          |          |  |  |                |                |                |                |                |                |  |  |        |        |        |        |          |        |  |  |            |            |            |            |            |            |  |  |
| 津下健哉 | 津下健哉 | 津下健哉 | 津下健哉 | 津下健哉 | 津下健哉 |  |  | （菅實的次女） | （菅實的次女） | （菅實的次女） | （菅實的次女） | （菅實的次女） | （菅實的次女） |  |  | 菅壽雄 | 菅壽雄 | 菅壽雄 | 菅壽雄 | 菅壽雄   | 菅壽雄 |  |  | 姬井千惠子 | 姬井千惠子 | 姬井千惠子 | 姬井千惠子 | 姬井千惠子 | 姬井千惠子 |  |  |
| 津下健哉 | 津下健哉 | 津下健哉 | 津下健哉 | 津下健哉 | 津下健哉 |  |  | （菅實的次女） | （菅實的次女） | （菅實的次女） | （菅實的次女） | （菅實的次女） | （菅實的次女） |  |  | 菅壽雄 | 菅壽雄 | 菅壽雄 | 菅壽雄 | 菅壽雄   | 菅壽雄 |  |  | 姬井千惠子 | 姬井千惠子 | 姬井千惠子 | 姬井千惠子 | 姬井千惠子 | 姬井千惠子 |  |  |
|          |          |          |          |          |          |  |  |                |                |                |                |                |                |  |  |        |        |        |        |          |        |  |  |            |            |            |            |            |            |  |  |
|          |          |          |          |          |          |  |  |                |                |                |                |                |                |  |  | 菅直人 | 菅直人 | 菅直人 | 菅直人 | 菅直人   | 菅直人 |  |  | 菅伸子     | 菅伸子     | 菅伸子     | 菅伸子     | 菅伸子     | 菅伸子     |  |  |
|          |          |          |          |          |          |  |  |                |                |                |                |                |                |  |  | 菅直人 | 菅直人 | 菅直人 | 菅直人 | 菅直人   | 菅直人 |  |  | 菅伸子     | 菅伸子     | 菅伸子     | 菅伸子     | 菅伸子     | 菅伸子     |  |  |
|          |          |          |          |          |          |  |  |                |                |                |                |                |                |  |  |        |        |        |        |          |        |  |  |            |            |            |            |            |            |  |  |
|          |          |          |          |          |          |  |  |                |                |                |                |                |                |  |  |        |        |        |        | 菅源太郎 |        |  |  |            |            |            |            |            |            |  |  |